# Flashback (Joan Jett)
Flashback è un album raccolta di Joan Jett, pubblicato nel 1993 per l'etichetta discografica Blackheart Records.
La compilation raccoglie tra le varie tracce, alcune inedite, oltre a "Light of Day", tratto dalla colonna sonora del film omonimo del 1987 e composto da Bruce Springsteen, "Gotcha", tratto dalla colonna sonora del film omonimo del 1985, il brano "MCA", cover dei Sex Pistols il quale titolo originale è "EMI", o "I Love Rock N' Roll" suonato con alcuni membri degli stessi Sex Pistols.

## Tracce
1. Real Wild Child (Greenan, OKeefe, Owens) 1:35 (Johnny O'Keefe Cover)
2. Hide and Seek (Bunker Hill) 2:40 (Bunker Hill Cover)
3. Indian Giver (Bloom, Cordell, Gentry) 3:07 (Ramones Cover)
4. I Hate Long Good-Byes (Jett, Laguna) 2:26
5. Cherry Bomb [live con le L7] (Fowley, Jett) 4:00 (The Runaways Cover)
6. Fantasy (Jett, Laguna) 4:16
7. Light of Day (Springsteen) 3:32
8. Gotcha (Allen, Jett) 3:01
9. She Lost You (Gage) 2:56
10. MCA (EMI) (Cook, Jones, Matlock, Rotten) 3:16 (Sex Pistols Cover)
11. Rebel Rebel (Bowie) 4:10 (David Bowie Cover)
12. Be My Lover (Bruce) 2:57 (Alice Cooper Cover)
13. Bring It on Home (Cooke) 3:23 (Sam Cooke Cover)
14. Play with Me (Jett, Laguna) 3:19
15. Activity Grrrl (Jett, Laguna) 3:35
16. Heartbeat (Allen, Jett) 3:12
17. Bad Reputation [live] (Cordell, Jett, Kupersmith, Laguna) 3:02
18. Black Leather (Adler, Griffin, Jett, Morris) 4:00
19. I Love Rock N' Roll [prima versione con i Sex Pistols] (Hooker, Merrill) 3:00 (The Arrows Cover)
20. Right Till the End (Jett, Shear) 5:53